# Eulenkopf (Gießen)
Der Eulenkopf ist eine Siedlung an der gleichnamigen Straße in Gießen. In den 1950er Jahren, einige Jahre nach dem Zweiten Weltkrieg, entstanden hier Behelfsunterkünfte für Flüchtlinge und Obdachlose. Gesprochen wird hier auch das Manisch, ein Soziolekt, der einen Wortschatz aus Jenisch und Rotwelsch enthält. Es gibt Projekte, die Siedlung lebenswerter zu gestalten, etwa durch einen Interkulturellen Garten. Auf Anstoß von Horst-Eberhard Richter wurden in den 1970er Jahren viele Projekte zur Selbstorganisation ins Leben gerufen. Viele Bewohner im Quartier stützen ihren Lebensunterhalt auf Sozialleistungen.